# Diòcesi de Gyula
La diòcesi de Gyula (en hongarès: Gyulai Román Ortodox Püspökség, en romanès: Episcopia Ortodoxă Română din Gyula) és la diòcesi ortodoxa romanesa dels romanesos a Hongria.
La diòcesi es va establir el 1999 per a la minoria romanesa a Hongria, formant part de la metròpoli de Banat. Gyula, una ciutat hongaresa propera a la frontera entre Hongria i Romania, va ser escollida com a centre administratiu. El primer bisbe, Sofronie Drincec, va servir del 21 de febrer de 1999 al 25 de febrer de 2007, servint més tard a la diòcesi d'Oradea a Romania. El segon i actual bisbe és Siluan Mănuilă, al càrrec des del 8 de juliol de 2007. La diòcesi va ser retirada de la metròpoli del Banat el 2009 per estar directament subordinada al patriarca de tota Romania. El 2010, la diòcesi tenia 19 parròquies i dos monestirs en els quals hi treballaven 15 sacerdots.